# Mistrovství Evropy v boxu 1924
Neoficiální mistrovství Evropy v boxu proběhlo v Paříži, Francie ve dnech 15. až 20. července 1924. Organizátorem turnaje mistrovství Evropy byla Fédération Internationale de Boxe Amateur (FIdeBA).
Výsledky mistrovství Evropy byly stanoveny z výsledků olympijského turnaje v Paříži. Toto mistrovství Evropy bylo se vznikem European Amateur Boxing Association (EABA) na přelomu šedesátých a sedmdesátých let dvacátého století zpětně zneplatněné.

## Československá stopa
Československo nebylo v roce 1924 členem FIdeBA a mistrovství Evropy se neúčastnilo.

## Neoficiální výsledky
| Muži     | Zlato                    | Stříbro                    | Bronz                   |
| -------- | ------------------------ | -------------------------- | ----------------------- |
| –50,8 kg | James McKenzie (ENG)     | Rinaldo Castellenghi (ITA) | Oscar Bergström (SWE)   |
| –53,5 kg | Jean Ces (FRA)           | Oscar Andrén (SWE)         | Albert Barber (ENG)     |
| –57,2 kg | Raymond Devergnies (BEL) | Henry Dingley (ENG)        | Maurice Depont (FRA)    |
| –61,2 kg | Hans Nielsen (DEN)       | Arnold Tholey (FRA)        | Alfred Genon (BEL)      |
| –66,7 kg | Jean Delarge (BEL)       | Patrick Dwyer (IRL)        | Théodore Stauffer (SUI) |
| –72,6 kg | Henry Mallin (ENG)       | John Elliott (ENG)         | Joseph Beeken (BEL)     |
| –79,4 kg | Harold Mitchell (ENG)    | Thyge Petersen (DEN)       | Sverre Sørsdal (NOR)    |
| +79,4 kg | Otto von Porat (NOR)     | Søren Petersen (DEN)       | Hendrik de Best (NED)   |